# Neudörfl
Neudörfl es una localidad del distrito de Mattersburg, en el estado de Burgenland, Austria, con una población estimada a principio del año 2018 de 4564 habitantes. 
Se encuentra ubicada en el centro-norte del estado, cerca del lago Neusiedl, de la frontera con Hungría y al sureste de Viena.